# Computerspil
Et computerspil er et elektronisk spil, som involverer menneske- eller dyreinteraktion med en brugergrænseflade, hvorved der skabes en visuel respons på en videoenhed såsom et fjernsyn eller en skærm. Betegnelsen videospil kan benyttes om de computerspil, der spilles på både PC og spillekonsol.
Computerspil har været tilgængelige i nogle årtier, og er igennem sin levetid blevet udviklet teknologisk og omfangsmæssigt, fra simple, to-farvede platformtitler til detaljerede og massive universer.
Størstedelen af spil har en singleplayer-part, og en betydelig andel har også multiplayer der tillader spillere at konkurrere med eller mod hinanden. Dette sker typisk over LAN eller internettet. Mange spil er udviklet omkring en historie og en protagonist – noget der ofte udvides med blandt andet romaner, noveller, film og ikke mindst fanfiktion.
Computerspil afvikles på en såkaldt spilmotor, der teknisk danner rammerne og afviklingen for en eller flere titler. Op til flere titler, blandt andet Half-Life, tillader ligeledes MODs, der er forskellige omfang af ændringer i forhold til orignaltitlen.

## Typer
Der er flere forskellige typer af computerspil. Der er spil udviklet specielt til brug på selve computere, og der er spil udviklet til brug direkte i browseren. Computerspil på internettet findes i mange afskygninger, både som store komplekse strategi spil, og de mere simple flash spil, men fælles for dem er at de spilles direkte i browseren. Spillene som er udviklet til afvikling på computeren har ofte en multiplayer funktion, altså mulighed for at spille sammen med andre over internettet.

## Historie
Det første spil til en computer var ”Noughts and Crosses” af A.S. Douglas, der lavede spillet som en del af sin ph.d. opgave om human-computer interaction i 1952. Computeren var en EDSAC (Electronic Delay Storage Automatic Calculator) som stod på University of Cambridge, og det var en af de første computere med mulighed for at lagre programmer. ”Noughts and Crosses” var en singleplayer-udgave af kryds-og-bolle og spilleren kunne vælge, hvem der skulle starte. Spillet var tekstbaseret og bestod af et 3×3 felter, som hver havde et nummer. Spilleren indgav sit træk ved hjælp af en drejetelefonskive og EDSAC skrev sit træk som tekst.
Et andet tidligt spil var to-personersspillet Spacewar fra 1962, der blev skrevet til en PDP-1 computer. Det var det første interaktive computerspil. Spillerne styrer hver sit rumskib i kredsløb om en stjerne i et 2-dimensionalt rum og beskyder hinanden med missiler. Rumskibene påvirkes af stjernes tyngdefelt (hvilket missilerne ikke gør). Spillet er blevet genskrevet til adskillige platforme sidenhen.

## Teknologi
De første spil var ret simple: Få farver og kun i to dimensioner. Dette afspejlede dels, at spil til computerne var et nyt fænomen, men også, at computerne ikke havde ressourcer til mere krævende spil. Med kun to dimensioner begrænsede man mulighederne og kunne således kun bevæge sig horisontalt eller vertikalt i billedet.
I midten af 1990'erne blev flere titler visuelt og programmelt begrænset af den almene computer eller spilkonsols begrænsede ressourcer. I Tomb Raider bestod Lara Croft således af omkring 400 polygoner (til sammenligning består hun af godt 7.000 i Tomb Raider: Anniversary fra 2007), og havde desuden ikke en hestehale, da dennes fysik ville være for tung at simulere. I Chris Sawyers Transport Tycoon blev computerstyrede modstandere "fordummet" fordi beregningerne af mere velovervejede konstruktioner ligeledes ville have været for krævende. I takt med computernes udvikling og spiludviklernes kompetencer, har spil visuelt, programmelt og lydmæssigt nærmet sig hvad mennesker forstår som virkelighedsnært. Avanceret lys og detaljeret grafik gør at spil kan gengive tilnærmelsesvist virkeligsnære billeder og bevægelser.

## Vold i computerspil
Debatten om vold i computerspil handler kort og godt om, hvorvidt voldelige computerspil, såvel som voldelige film og aggressiv musik, fremkalder vold og aggressioner hos mennesker.
Debattens ene part mener, at de voldelige spil og film, samt den aggressive musik, har en indflydelse. Ofte med den teori, at spilleren til sidst ikke kan skelne mellem virkeligheden og spillet. Eksempelvis kunne spilleren opfordres til at tro, at hvis nogen dør, så kan de uden problemer bare opstå igen. Eller spilleren kunne tro, at hvis man gør noget forkert, eller selv dør, så kan man blot starte forfra.
Debattens anden part mener, at de voldelige computerspil er afstressende, netop fordi spilleren kommer ud med sine aggressioner i spillet. Der er bl.a. foretaget videnskabelige eksperimenter med Quake III Arena, der har talt for denne tolkning.
Debattens tredje part er en "hverken eller"-part, der mener at spil hverken har alvorlige følger eller er afstressende.
Den spilserie som har fået mest omtale mht. vold er GTA, Grand Theft Auto-serien, som ironisk nok, er en af de mest solgte computer-/videospil i historien.
Diverse psykologiske teorier kan bruges og bliver brugt i debatten, heriblandt:
- Albert Bandura: social imitationsteori
- Sigmund Freud: katharsis-teori
- O. Evenshaug & D. Hallen: tilvænningsteori